# Stefan Grzyb
Stefan Grzyb ps. „Adam”, „Zdrowie” (ur. 2 września 1913 w Sanoku, zm. 30 września 1999 tamże) – polski nauczyciel, kurier Komendy Głównej Związku Walki Zbrojnej, żołnierz Armii Krajowej, powstaniec warszawski.

## Życiorys

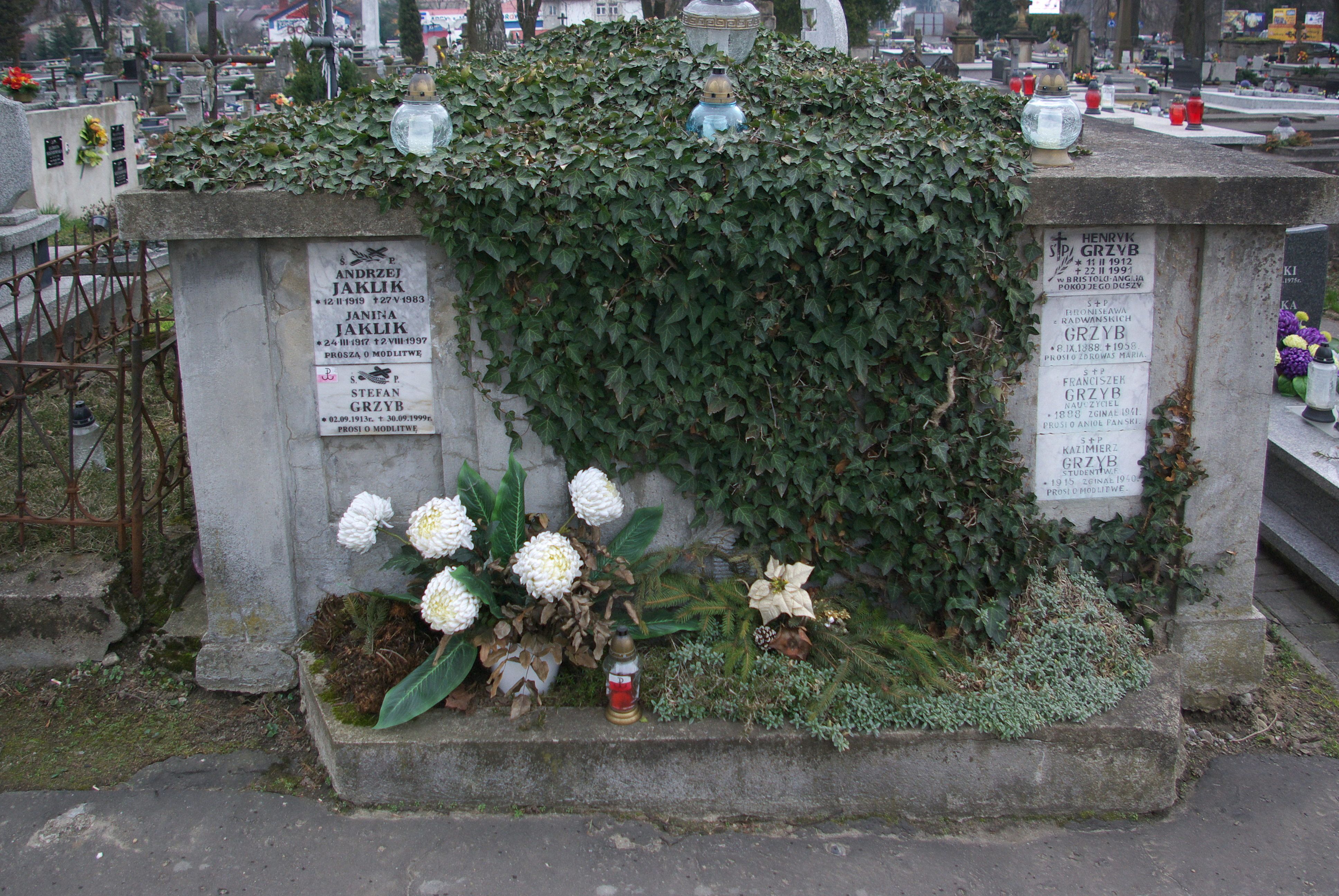
Grobowiec rodzinny Grzybów i Jaklików

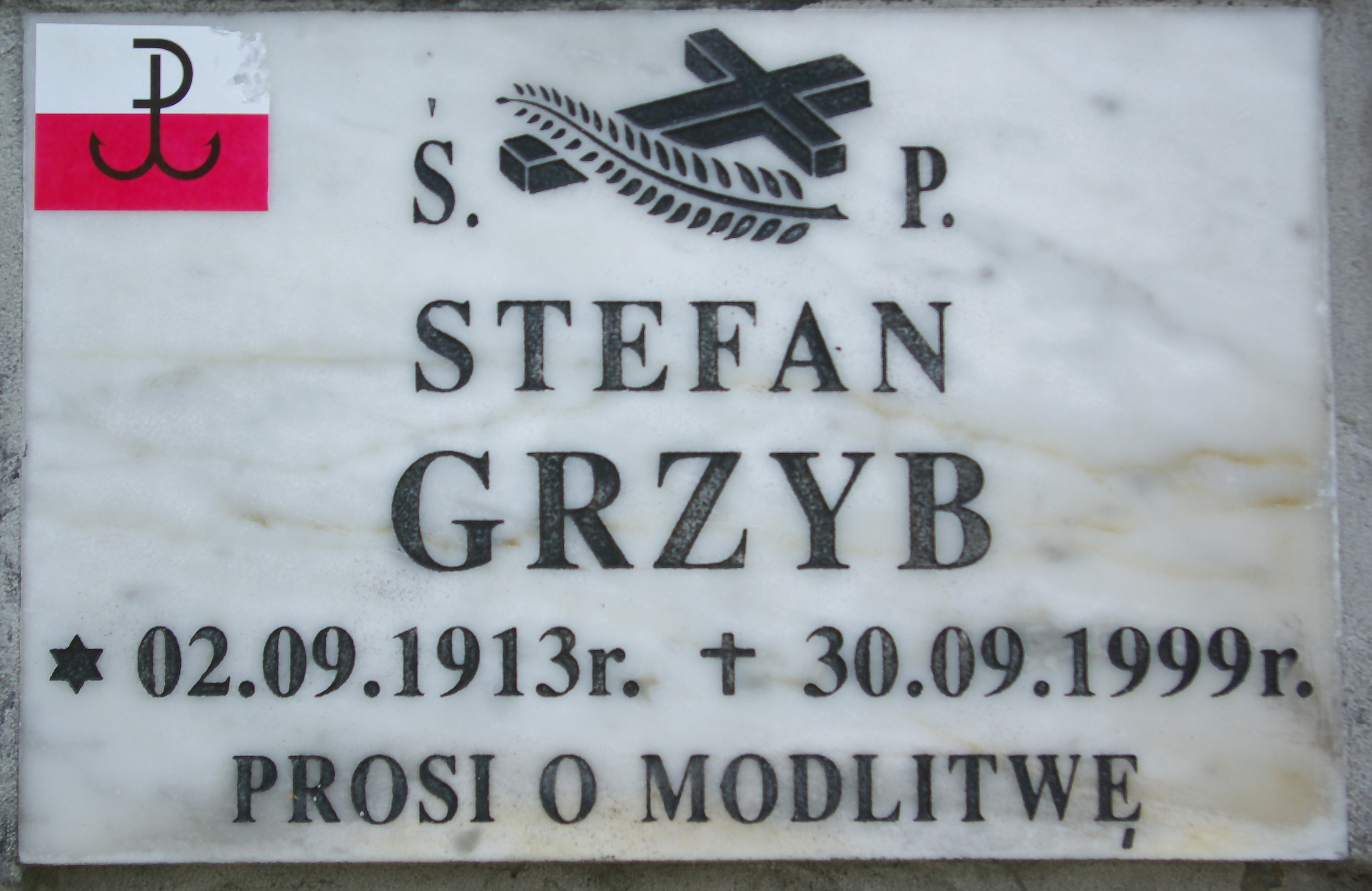
Tabliczka nagrobna Stefana Grzyba

Urodził się 2 września 1913 w Sanoku. Był synem Franciszka Grzyba (1888-1941, nauczyciel) i Bronisławy z domu Radwańskiej (1888-1958) oraz bratem Henryka (1912-1991, porucznik artylerii Wojska Polskiego, po wojnie na emigracji w Wielkiej Brytanii jako Henry Hardy), Kazimierza (ur. 1915, nauczyciel w Borszczowie, po 1939 zaginął w ZSRR), Janiny (1917-1997, po mężu Jaklik).
W 1932 ukończył pięć kursów w Państwowym Seminarium Nauczycielskim w Krośnie, a w 1933 zdał egzamin dojrzałości w Państwowym Seminarium Nauczycielskim w Rzeszowie. Był organizatorem i nauczycielem szkół podstawowych we wsiach na terenie Bieszczadów: od 1934 do 1936 w Buku, od 1937 do 1 września 1939 w Duszatynie. Tam też zakładał obozy harcerskie oraz odbył w Brennej przeszkolenie harcerskie pod kierunkiem dh. Aleksandra Kamińskiego.
Po wybuchu II wojny światowej i nastaniu okupacji niemieckiej 30 października 1939 przybył z Borszczowa do domu rodziców w rodzinnym Sanoku przy ul. Dąbrowieckiej 22. Natychmiast włączył się w akcję przerzutu ludzi (oficerów Wojska Polskiego) przez zieloną granicę na Węgry (jego brat Henryk został w tym czasie aresztowany, po czym trafił do oflagu VII A Murnau). W lutym 1940 nawiązał kontakt z krakowską podziemną strukturą organizacyjną przerzutu ludzi przez zieloną granicę. Jego ojciec Franciszek, członek zarządu Polskiego Komitetu Pomocy (Polnisches Hilfskomitee) w Sanoku, wskutek denuncjacji konfidenta został aresztowany przez Niemców 24 lutego 1940 (w 1941 poniósł śmierć w niemieckim obozie koncentracyjnym (Oranienburg lub Sachsenhausen). Zagrożony aresztowaniem Stefan Grzyb przeniósł się do Komańczy. Został zatrzymany 15 marca (lub 23 kwietnia) 1940 przez strażników granicznych w Woli Michowej, a następnie był przetrzymywany w Cisnej i w Baligrodzie. Podczas transportu do gestapo w Sanoku uciekł z jadącego pociągu na odcinku Komańcza–Rzepedź. Po krótkim pobycie w klasztorze ss. Nazaretanek w Komańczy przedostał się na Węgry. Tam przebywał początkowo w Takcsány, po czym trafił do obozu dla polskich uchodźców w Záhony. W tym miejscu spotkał swojego sąsiada z Sanoka, Kazimierza Sołtysika. Obaj otrzymali od Karola Ferfeckiego z konsulatu RP w Ungvár propozycję służby w charakterze kurierów transgranicznych przenoszących pocztę. 20 maja 1940 otrzymał od Perssinga polecenie pierwszego transportu z pieniędzmi na ziemie polskie. Po kilku dniach przygotowań wyruszyli w drogę powrotną trasą przez granicę polsko-węgierską (mijając szczyt Stryb od wschodu), zabierając w plecakach poleconą pocztę tj. banknoty. Ładunek zdeponowali w punkcie przerzutowym w Żubraczem, w domu ks. Władysława Gedroycia, gdzie główną rolę odgrywała jego córka Jadwiga Kociatkiewicz. Następnie Sołtysik i Grzyb wrócili do Sanoka, a wkrótce potem ponownie udali się przez Żubracze do Kołonic. W kolejnych miesiącach odbywali kursy z bazy „Romek” na Węgrzech do Polski (prowadzonej przez Franciszka Mazurkiewicza ps. „Korday”, zaś innym przełożonym był Feliks Grodzicki ps. „Gryf”) na transgranicznej trasie kurierskiej pod nazwą „Las” (na odcinku Kołonice–Sanok, na której działali w ramach Tajnej Organizacji Wojskowej w konsulacie RP w Ungvár). Ich kursy z Ungvár do Polski trwały od maja do września 1940, a przenoszoną pocztę odbierali od Ferfeckiego (niekiedy też od leśniczego Adama Pałasiewicza w Kołonicach). Trasę na odcinku Ungvár–Sanok, mierzącą 130 km, pokonywali w cztery dni. W swoich kursach przenosili środki płatnicze, broń, pocztę, meldunki Komendy Głównej Związku Walki Zbrojnej. W niektórych kursach przeprowadzali przez granicę osoby np. wojskowych, fachowców, emisariuszy i innych (do Polski przeszli nią np. płk Kazimierz Iranek-Osmecki w grudniu 1940, por. Józef Krzyczkowski w 1941, Ewa Korczyńska, Maria Szerocka). Stefan Grzyb przekroczył granicę w obie strony łącznie 36 razy (w działaniach na trasie „Las” współpracowała także jego siostra Janina). Poza granicami Polski używał fałszywej tożsamości „Adam Pierożyński”, a na ziemiach polskich funkcjonował jako „Adam Kaczorowski”. W Armii Krajowej posługiwał się pseudonimami „Adam” i „Zdrowie”.
Od początku 1941 Grzyb i Sołtysik korzystali z transportu przydzielonego im taksówkarza Laszlo (Laco) Waligóry, wcześniej pracującego jako kierowca w konsulacie RP w Ungvár (do tej pory obaj na swojej trasie na Węgrzech korzystali z przypadkowych taksówek). Podczas jednego z przejazdów z Ungvár 16 kwietnia 1941 przed miejscowością Kisberezna ich samochód został zatrzymany przez żandarmów słowackich. Ujawniono wtedy paczkę umieszczoną w miejscu na zapasowe koło, zawierającą 20 tys. dolarów, po czym Grzyb i Sołtysik zostali aresztowani (po zatrzymaniu Waligóra nie został skuty i zachowywał się swobodnie, zaś w toku całej akcji zarówno on jak i jego auto zniknęły z miejsca zdarzenia). Następnie obaj byli osadzeni przez dwa miesiące w więzieniu w Ungvár (trafili tam także ich współpracownicy z trasy leśniczy Pałasiewicz i rusiński chłop Wasyl Roszko, a potem także Karol Ferfecki, co dodatkowo utwierdziło ich w przekonaniu, że taksówkarz Waligóra okazał się zdrajcą). Potem byli przetrzymywani w więzieniach w Budapeszcie: Horthy Miklós Ut (tj. w twierdzy na „Hadiku” w Budzie), Marco Ut i Pest-Vidiki (m.in. przy ul. Kacsa). Około dnia 27 listopada 1941 wyrokiem sądu w Budapeszcie Grzyb i Sołtysik zostali skazani na karę pół roku pozbawienia wolności za popełnione przestępstwa walutowe. Przetrzymywani byli dłużej, jako że ponadto zostali osadzeni w obozie internowanych o obostrzonym rygorze w Toloncház (Budapeszt). Staraniem Ferfeckiego w marcu 1943 zostali zwolnieni, po czym skierowani do obozu dla uchodźców w Marcali nad Balatonem.
Wskutek „spalenia” tożsamości Grzyba i Sołtysika na dotychczasowej trasie kurierskiej obaj byli zmuszeni wyjechać na ziemie polskie. Decyzją z grudnia 1943 postanowiono przerzucić ich do okupowanej Polski. Na początku 1944 zostali przeprowadzeni przez granicę (Tatry, Podhale) przez kuriera Jana Bobowskiego, po czym przez pewien czas przebywali w Ostrowsku. Następnie, od Waksmundu prowadziła ich kurierka Ewa Korczyńska ps. „Ewa”, wraz z którą przedostali się do Warszawy około 7 lutego 1944. W Warszawie obaj zamieszkali nieopodal siebie w dzielnicy Żoliborz, Grzyb przy ul. Sułkowskiego 34, a Sołtysik przy ul. Dygasińskiego.
W stolicy Stefan Grzyb pracował przy Komendzie Głównej AK Oddziale V K. Łączności Zagranicznej „Zagroda”, angażując się w ramach trasy kurierskiej łączącej KG AK z Bratysławą. 28 lipca 1944 został żołnierzem grupy „Kampinos” pod komendą ww. kpt. Józefa Krzyczkowskiego ps. „Szymon”, pozostając w tej jednostce także po wybuchu powstania warszawskiego. Był przydzielony do 1 kompanii 78 pułku piechoty AK. Wraz ze służącym także w grupie „Kampinos” Kazimierzem Sołtysikiem 15 sierpnia 1944 brał udział w pertraktacjach z dowództwem przechodzących przez Pociechy wojsk węgierskich, które – choć zakończone niepowodzeniem – odbywały się w przyjaznej atmosferze. Od następnego dnia jego batalion niósł transporty ze zrzutami z Puszczy Kampinoskiej do walczących powstańców w stolicy. W tym czasie, wskutek interwencji S. Grzyba witającego się ze stojącymi na drodze wojskami węgierskimi, marsz Polaków został przez nich przepuszczony. 19 sierpnia batalion dotarł do III Kolonii na Żoliborzu. Mimo odwrotu swojej jednostki do Puszczy, Grzyb z Sołtysikiem pozostał w Warszawie. Zatrzymany przez żandarmerię polową AK pełnił funkcję tłumacza dla aresztowanych Węgrów. Następnie w szeregach w II Obwodu Żoliborz („Żywiciel”) AK  pod komendą Mieczysława Niedzielskiego ps. „Żywiciel” uczestniczył w walkach, pełniąc rolę przewodnika po kanałach i transportując broń do Starego Miasta. Potem zajmował się sprawami węgierskimi, przeprowadzając trzy razy żołnierzy węgierskich przez Marymont do pułku w Lasku Bielańskim. Służył w stopniu starszego strzelca. 16 września został ranny. 30 września 1944 został wzięty przez Niemców do niewoli, po czym zdołał zbiec z transportu kierowanego do Krakowa.
Po nastaniu Polski Ludowej w 1945 podjął pracę w szkole nr 21 im. Józefa Lompy w Katowicach. Z uwagi na stan zdrowia w 1946 przeprowadził się na Kaszuby do Błądzikowa, gdzie prowadził gospodarstwo rolne i udzielał się w zespołach ludowych. W 1950 osiadł w Warszawie, pracował jako księgowy w KZST, a od 1957 w WPOSWWS, od 1963 w Gminnych Spółdzielniach „Samopomocy Chłopskiej” w Błoniu i w Lesznie. W 1977 przeszedł na emeryturę. Według stanu wojskowych rządu RP na uchodźstwie z 1948 pozostawał w stopniu porucznika. W 1976 został zweryfikowany jako kombatant ZWZ–AK. W tym czasie orzeczeniem wojskowej komisji został uznany inwalidą wojennym z powodu uszczerbku na zdrowiu spowodowanego służbą wojskową. W Warszawie zamieszkiwał przy ul. Sułkowskiego. Od 1974 należał do ZBoWiD, będąc członkiem zarządu Koła nr 5 na Żoliborzu. Tam był przewodniczącym Komitetu Obywatelskiego i Patriotycznego Wychowania Młodzieży, był prelegentem dzielnicowym, pojawiał się w szkołach opowiadając swoje wspomnienia. Współpracował także z innymi organizacjami. Uczestniczył także w I Zjeździe Kurierów i Emisariuszy KG ZWZ–AK w Krakowie w 1988. Brał też udział w rajdach pod tytułem „Szlakiem Kurierów Beskidzkich”, organizowanych przez PTTK w Brzozowie.
Swoje wspomnienia, spisane w 1973, Stefan Grzyb ofiarował Ágnes Godó, działaczce Związku Partyzantów Węgierskich. Zmarł 30 września 1999 w Sanoku. Został pochowany w grobowcu rodzinnym na Cmentarzu Centralnym w Sanoku. W 2018 staraniem hm. Krystyny Chowaniec i nakładem Stowarzyszenia Wychowawców „Eleusis” w Sanoku ukazała się publikacja pt. Wspomnienia i relacje Stefana Grzyba – kuriera trasy „Las” i powstańca warszawskiego.

## Odznaczenia
- Krzyż Kawalerski Orderu Odrodzenia Polski (9 maja 1990)[71]
- Krzyż Walecznych (28 lutego 1972, PRL)[72]
- Złoty Krzyż Zasługi z Mieczami (30 grudnia 1949)[73]
- Medal Wojska – czterokrotnie (15 sierpnia 1948)[74]
- Krzyż Armii Krajowej (16 maja 1978)[73]
- Medal Komisji Edukacji Narodowej (14 października 1983)[73]
- Warszawski Krzyż Powstańczy (13 stycznia 1982)[73]
- Odznaka honorowa „Za zasługi na województwa krośnieńskiego” II stopnia (17 lipca 1985)[73]
- Honorowa odznaka żołnierza Komendy Głównej AK Oddziału V K. Łączności Zagranicznej „Zagroda” (15 sierpnia 1981)[73]
- Srebrna odznaka honorowa Polskiego Związku Filatelistów (9 października 1987)[73]